# Andrea Boscoli

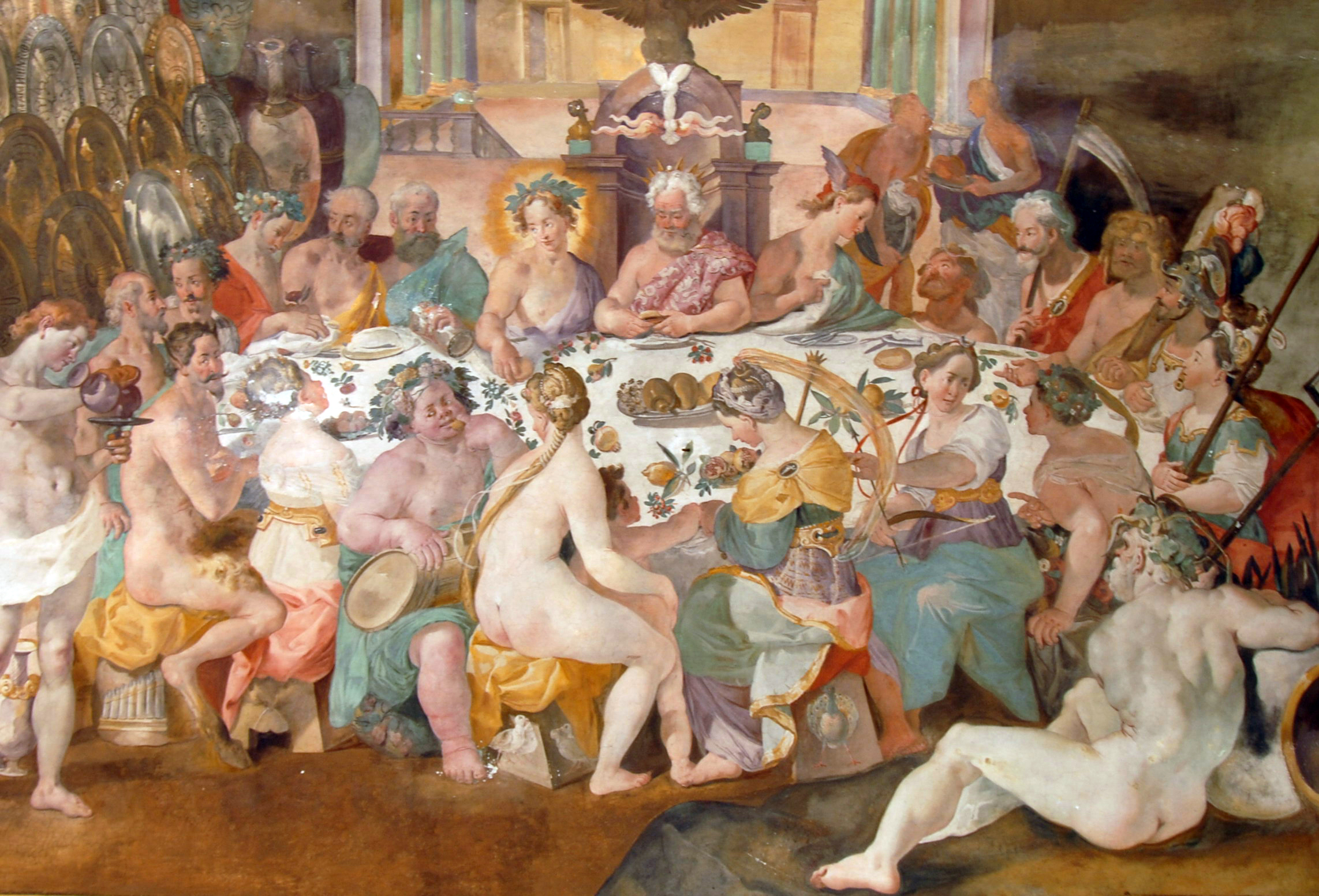
El banquete de los dioses, fresco, Villa di Corliano, Pisa.

Andrea Boscoli (c. 1560-1607) fue un pintor italiano del grupo de artistas florentinos que, habiéndose formado con Santi di Tito, iniciaron la reforma de la Maniera por el estudio del natural.

## Biografía
Alumno de Santi di Tito en torno a 1575, según Filippo Baldinucci llegó a adquirir la técnica del maestro con tal perfección que sus obras podían confundirse con facilidad. Hacia 1580 realizó un viaje a Roma como testimonian algunos dibujos a lápiz y aguada de los frescos de Polidoro da Caravaggio y de algunas esculturas romanas, y quizá viajase también a Venecia. A esta década han de pertenecer el atribuido Triunfo de Mardoqueo, del Museo de Los Ángeles y las Bodas de Caná de los Uffizi, con claros recuerdos de Santi di Tito en las figuras y un gusto por los pormenores preciosos característico del manierismo florentino.
Dotado de una personalidad excéntrica y genuinamente creativa, no tardará en apartarse del maestro por el estudio, también, de los primeros manieristas florentinos tales como Rosso Fiorentino o Pontormo, según se comprueba en la primera obra documentada llegada hasta la actualidad: el Martirio de San Bartolomé (1587), fresco pasado a lienzo pintado para el claustro de San Pier Maggiore de Florencia. Su manejo de la luz hace más reales las figuras y sin embargo éstas se presentan convulsas y amaneradas, reforzando el aspecto cruento del martirio destacado por la claridad de la luz que incide sobre él aun cuando se muestre en segundo plano, tras unas figuras en parte tomadas de Pontormo. 
En los frescos del Banquete de los dioses para la Villa di Corliano de Pisa (1592-1593) o en la Anunciación pintada en 1593 para el Carmine de la misma ciudad, de nuevo la luz, estudiada en Andrea del Sarto, juega un papel fundamental, pero lo hace para destacar unas figuras «que sentimos casi poder tocar, pero que ahora, más que manieristas, asumen un tono de deliberada vulgaridad».
En 1600 marchó a las Marcas, donde fue acusado de espionaje y encarcelado por un breve periodo. Allí entró en contacto con la pintura de Federico Barocci y de Ludovico Carracci, modificando su estilo hacia formas propias del seiscientos y reforzando bajo su influjo su atracción por el naturalismo pero sin llegar a desprenderse por entero de su peculiar interpretación del manierismo florentino. A esta etapa, y antes de su retorno en 1606 a Florencia, donde fallecerá en los primeros meses de 1607, corresponden algunas de sus obras maestras, como la Anunciación, la Natividad y una Madonna con santos pintadas para el monasterio de San Lucas de Fabriano, la Circuncisión de la catedral de Fermo o la Crucifixión, de acusado patetismo, de la iglesia de Santa Maria del Buon Gesù en Carassai.